# 春雷街道
春雷街道是中华人民共和国黑龙江省绥化市北林区下辖的一个街道办事处。

## 行政区划
春雷街道下辖以下村级行政区划单位：
鑫源社区、金鹏社区、胜利社区、水文社区和花园社区。